# Johan Gabriel Sparfwenfeldt
Johan Gabriel Sparfwenfeldt, född 17 juli 1655 i Åmål, död 2 juni 1727 på Åbylund, var en svensk språkforskare, diplomat, överceremonimästare, översättare och orientalist.
Sparfwenfeldt företog flera resor till länder i Europa och Nordafrika för att utforska gamla manuskript. Han uppehöll sig flera år i Ryssland, där han nedtecknade sina reseskildringar. Under en sejour till Nordafrika, omkring 1690, mötte han flera svenska slavar, tillfångatagna under skeppsfärder.
Sparfwenfeldt var språkligt begåvad; talade flera språk, och uppmärksammades särskilt för sina bidrag inom ämnet slaviska språk. Parentation på ryska över Karl XI, författad av honom, är av betydelse för kunskap om transkribering av ryska språket, vid slutet av 1600-talet.

## Uppväxtåren

### Familj- och släktbakgrund

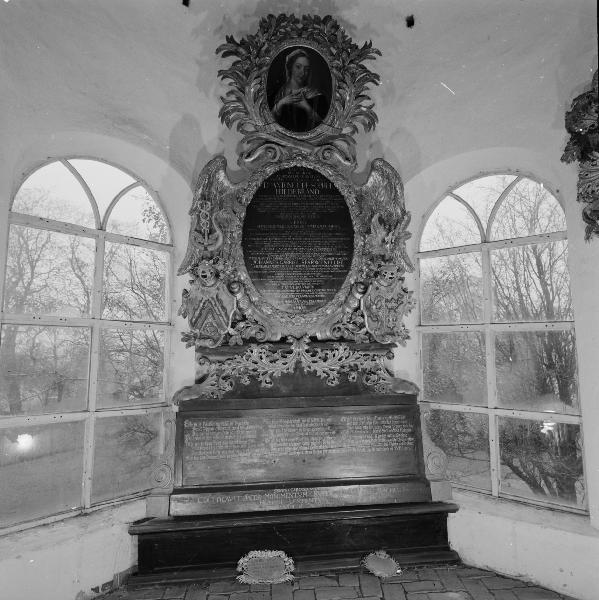
Sparfwenfeldtska gravkoret i Romfartuna kyrka.

Johan Gabriel Sparfwenfeldt föddes i Åmål i Dalsland. Han var son till överste Johan Gabrielsson Sparfv, som adlades med namnet Sparfwenfeldt år 1652 och sedan skrev sig till Åbylund, Romfartuna socken i Västmanland. Hans mor, Christina Uggla, dotter till Johan Claesson Uggla, samt syster till sjömilitären Claas Uggla i Averstad på Värmlandsnäs. 
Sparfwenfeldt gifte sig den 26 mars 1695 i Tyska kyrkan med Antoinetta Sophia Hildebrand, dotter till Maria Sofia Amija och Henrik Jakob Hildebrand, som adlades och namnet Hildebrand. Paret fick nio barn under åtta år. Bland dem märks Christina, Johan Henrik och Margretha Sparfwenfeldt. En tid ägde och bodde Sparfwenfeldt på Åbylunds säteri i Romfartuna socken. Sparfwenfeldt avled där 1727. Han hade då varit änkling sedan flera år tillbaka. 

### Utbildning
Redan vid sju års ålder sändes Sparfwenfeldt till Uppsala för att påbörja sina studier, och där blev han student. Även om exakt inriktning av hans studier inte är dokumenterad, finns det indikationer som antyder att han möjligtvis ägnade sig åt juridik och språk.

## Vistelser i utlandet

### Europa
Från 1677 tillbringade Sparfwenfeldt en tid utomlands, där han bland annat genomförde resor till länder som  Danmark, England och Nederländerna. Efter fem års bortovaro hemkommen till Sverige reste han med en svensk beskickning till Moskva. Han vistades i Ryssland från 1684, där beskrev han, som en av få, samhället Nyen. Han beskrev också en fest hos guvernören i Novgorod 1684. Han återvände hem år 1687, genom Livland, men fick sedan i uppdrag att återvända utomlands för att söka efter svenska och "götiska" minnesmärken. Sparfwenfeldt vistades därför i Nederländerna, Frankrike och Italien, åren 1689–1694. Under denna tid begav han sig även till Nordafrika, men måste inom kort återvända till Europa i följd av en härjande pest.

### Spanien
Sparfwenfeldt blev ivägskickad från 1689 till 1690 till Spanien av kung Karl XI för att söka efter "götiska" och "visigotiska" lämningar och material i spanska arkiv. Han vistades omkring 1690 i Madrid, där han förvärvade en atlas över spanska städer, "Atlas del Marqués de Heliche", och pergamentboken "Codex aureus". Det antas att "Codex aureus" författades på 700-talet. Han besökte under denna resa också Toledo.

### Nordafrika

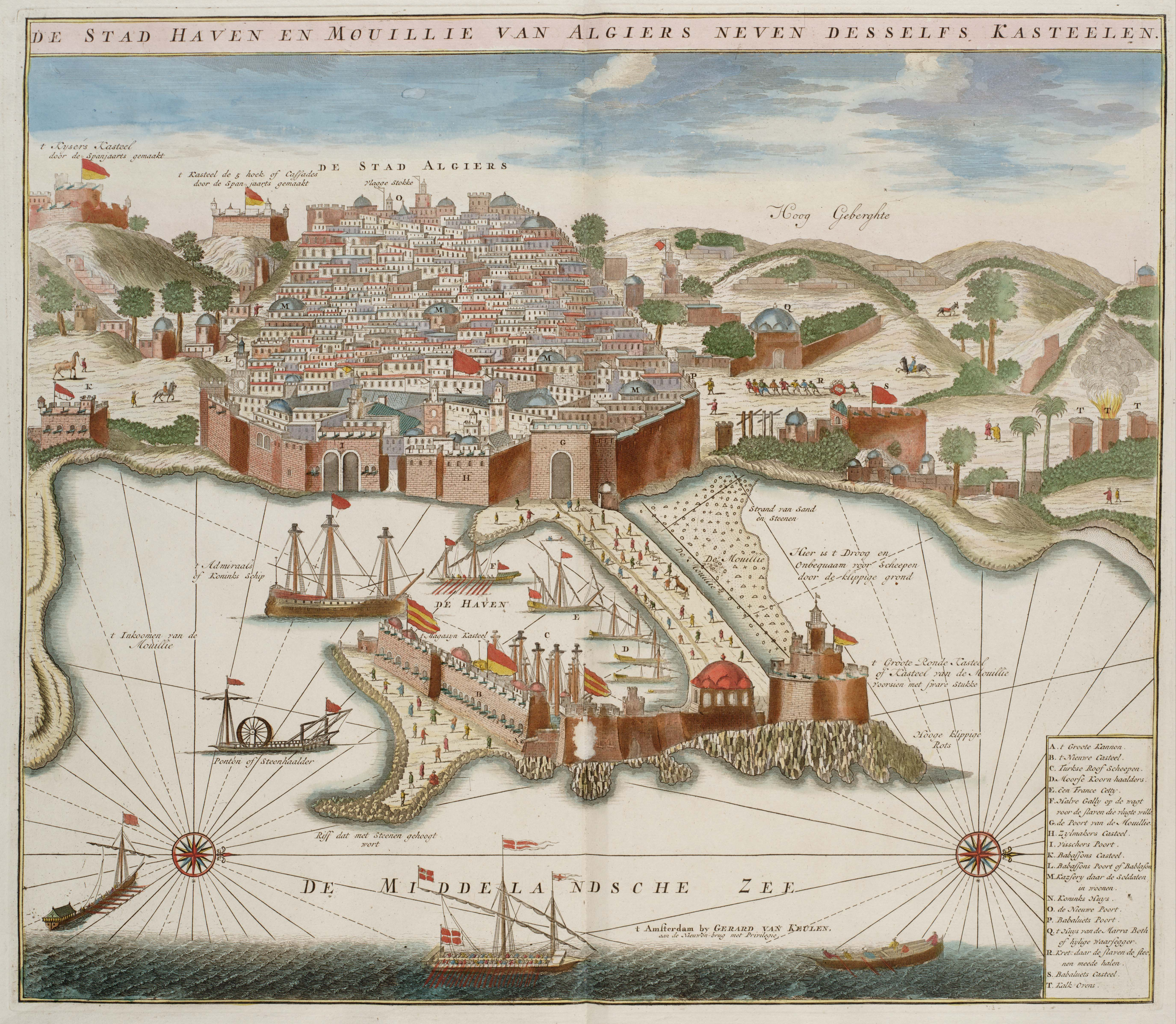
Alger, ca 1690.

Under Sparfwenfeldts forskarresa till Nordafrika på 1690-talet besökte han Alger och Tunis, där han skulle söka efter fornlämningar, men oväntat mötte flera svenska slavar, vilket beskrivits som ett dramatiskt möte, med slavarnas önskningar om att få återförenas med närstående, och att få återkomma till hemorten. I Alger sökte han friköpa slavarna.

### Rom
Under en vistelse i Rom år 1692 fick han audiens hos påven Innocentius XII. Som den första lutherska trosbekännaren blev han beviljad tillträde till Vatikanstatens bibliotek. Detta unika tillfälle uppstod efter att han presenterade sitt arbete, "Lexicon Slavonicum", för påven. Han återvände till Sverige år 1694, där han sedan förblev.

## Forskargärning

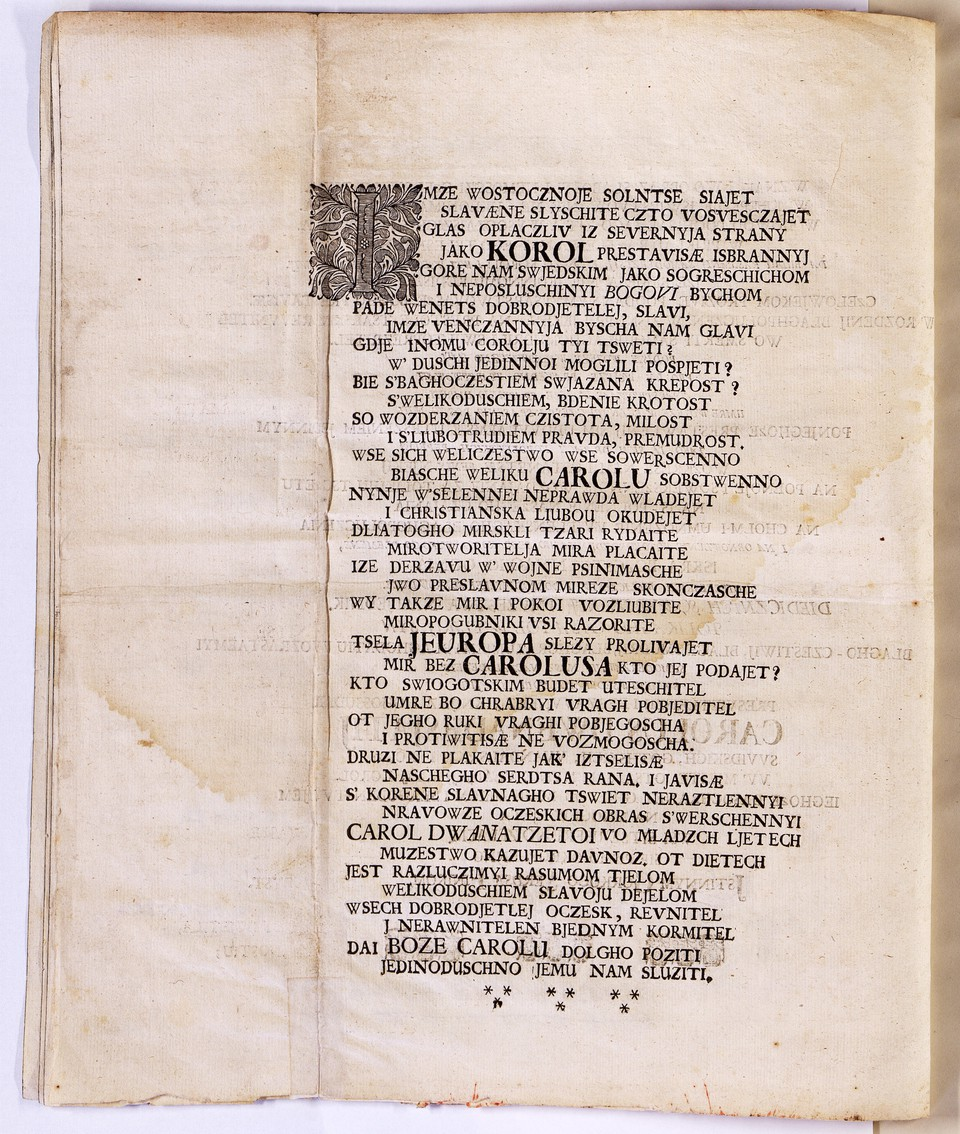
Faksimil över Sparfwenfeldts parentation över Karl XI.

Resultaten av hans efterforskningar föreligger i en värdefull samling handskrivna och tryckta verk, av vilka en del (39 st.) kom Antikvitetsarkivet till godo (en tryckt förteckning över dessa utgavs 1705), en annan del (30 handskrifter och 118 tryck), mest på spanska, tilldelades Kungliga biblioteket (tryckt katalog utgavs av Gustaf Lillieblad 1706) samt ännu en del (112 st.), mest bestående av arabiska, persiska, turkiska, grekiska och latinska författares arbeten (katalog, utarbetad av Celsius och E. Benzelius, utgavs 1706). Vad gäller översättningar översatte han bland andra Saveedra och Jacinti Dygdereglor. Sparfwenfeldt åtnjöt av sina samtida stort anseende för sin lärdom, särskilt för sin ovanliga språkkunnighet. Han talade och skrev inte mindre än fjorton olika språk.
Av hans arbeten kan nämnas Vocabularium germanico-turcico-arabico-persicum (utan årtal), Parentation på ryska över Karl XI (1697; fyra blad, folio; tryckta ej med ryska, utan latinska typer) och "Lexicon Slavonicum" (handskrift i Uppsala universitetsbibliotek).

### Korrespondens
I Linköpings stiftsbibliotek förvaras Sparfwenfeldts korrespondens, bland annat nio brev från Leibniz (utgivna av Harald Wieselgren i "Antiqvarisk tidskrift för Sverige", del 7, 1883). Han brevväxlade med bland andra filosofen Gottfried Wilhelm von Leibniz, Hiob Ludolf och Erik Benzelius den yngre. Sparfwenfeldt rådfrågade Leibniz bland annat om vilka språk som skulle ingå i hans lexikon.

### Donationer
En ansenlig del av de böcker och manuskript som tillhört Johan Gabriel Sparfwenfeldt donerades av hans sonson, major Carl Jacob Sparfwenfeldt, 1774. Sparfwenfeldt har dessutom donerat av honom översatta verk till Svenska kyrkans Samlingar och studier, samt två kinesiska kartor till Uppsala universitetsbibliotek.

## Hovkarriär
År 1695 utnämnde Karl XI Sparfwenfeldt till ceremonimästare, och senare till överceremonimästare 1701, en befattning han innehade till 1712 då han själv tog avsked. Sparfwenfeldt åtnjöt respekt inom adeln och ansågs vara en lärd och välrest man. På grund av hans persona rekommenderas han av Jean Antoine de Mesmes d'Avaux att ta tjänst för Frankrike.